# Poecilopsis herse
Poecilopsis herse är en fjärilsart som beskrevs av Harrison. Poecilopsis herse ingår i släktet Poecilopsis och familjen mätare. Inga underarter finns listade i Catalogue of Life.